# Paul Deplante
Paul Deplante, né le 3 janvier 1909 à Rumilly, en Haute-Savoie et mort le 2 novembre 1974 à Phoenix (Arizona) aux États-Unis, était un ingénieur aéronautique français.